# Simone Buchholz
Simone Buchholz (* 10. März 1972 in Hanau) ist eine deutsche Schriftstellerin.

## Werdegang
Simone Buchholz wuchs im Spessart auf. Nach einem abgebrochenen Studium der Literatur und Philosophie in Würzburg absolvierte sie die Henri-Nannen-Schule und arbeitet heute als freie Autorin.
Ihr erstes Buch Der Trick ist zu atmen erschien 2003, 2008 ihr erster Roman Revolverherz, in dem die Staatsanwältin Chastity („Chas“) Riley im Hamburger Kiezmilieu ermittelt. Inzwischen sind neun Nachfolgeromane mit neuen Riley-Fällen sowie einige Kurzgeschichten zu den darin auftretenden Personen erschienen. Außerdem hat sie Sachbücher über die Beziehungen zwischen Männern und Frauen veröffentlicht.
Bei der Gründung des PEN Berlin am 10. Juni 2022 wurde sie in das Board des neu gegründeten Verbands gewählt.
Sie lebt in Hamburg und hat einen Sohn.

## Veröffentlichungen

### Krimis aus der Chastity-Riley-Reihe
- 2008: Revolverherz. Ein Hamburg-Krimi,  Droemer Verlag, ISBN 978-3-426-19813-1
  - 2021: Überarbeitete Neufassung, Revolverherz, Suhrkamp Verlag, ISBN 978-3-518-47178-4
- 2010: Knastpralinen. Ein Hamburg-Krimi, Droemer Verlag, ISBN 978-3-426-19814-8
  - 2023: Überarbeitete Fassung: Knastpralinen, Suhrkamp Verlag, ISBN 978-3-518-47315-3
- 2011: Schwedenbitter. Ein Hamburg-Krimi, Droemer Verlag, ISBN 978-3-426-22605-6
  - 2025: Überarbeitete Fassung: Schwedenbitter, Suhrkamp Verlag, ISBN 978-3-518-47499-0
- 2012: Eisnattern. Ein Hamburg-Krimi, Droemer Verlag, ISBN 978-3-426-22623-0
- 2013: Bullenpeitsche. Ein Hamburg-Krimi, Droemer Verlag, ISBN 978-3-426-22643-8
- 2016: Blaue Nacht, Suhrkamp Verlag, ISBN 978-3-518-46662-9
- 2017: Beton Rouge, Suhrkamp Verlag, ISBN 978-3-518-46785-5
- 2018: Mexikoring, Suhrkamp Verlag, ISBN 978-3-518-46894-4
- 2019: Hotel Cartagena, Suhrkamp Verlag, ISBN 978-3-518-47003-9
- 2021: River Clyde, Suhrkamp Verlag, ISBN 978-3-518-47129-6

### Weitere Bücher
- 2003: Der Trick ist zu atmen: Erste Liebe, erster Sex und wie du beides überlebst, Kiepenheuer & Witsch, ISBN 978-3-462-03234-5
- 2007: Er kommt, sie kommt. Das Orgasmus Buch, mit Harald Braun, Lübbe Ehrenwirth, ISBN 978-3-431-03708-1
- 2009: Gangster of Love: Warum Frauen auf die falschen Männer stehen, Knaur Taschenbuch, ISBN 978-3-426-78132-6
- 2010: Pasta per due: So schmeckt die Liebe, Roman, Knaur Taschenbuch, ISBN 978-3-426-78270-5
- 2022: Unsterblich sind nur die anderen, Suhrkamp Verlag, ISBN 978-3-518-47276-7
- 2024: Nach uns der Himmel, Suhrkamp Verlag, ISBN 978-3-518-47442-6

## Auszeichnungen
- 2016: Crime Cologne Award für Blaue Nacht[5]
- 2017: Radio-Bremen-Krimipreis für ihre Chastity-Riley-Reihe[6]
- 2017: Deutscher Krimi Preis (Kategorie: National) für Blaue Nacht[7]
- 2018: Stuttgarter Krimipreis (Kategorie: Bester Wirtschaftskrimi) für Beton Rouge[8]
- 2019: Deutscher Krimi Preis (Kategorie: National) für Mexikoring[9]
- 2022: CWA International Dagger für Hotel Cartagena (Bester ins Englische übersetzte Kriminalroman)[10]